# Список высших учебных заведений Чувашии
В список высших учебных заведений Чувашии включены образовательные учреждения высшего и высшего профессионального образования, находящиеся на территории Чувашской Республики и участвовавшие в мониторинге Министерства образования и науки Российской Федерации 2015 года. Этим критериям в Чувашии соответствуют 5 вузов и 16 филиалов.
Филиалы вузов, головные организации которых находятся в иных субъектах федерации, сгруппированы в отдельном списке. Порядок следования элементов списка — алфавитный.
Вузы, лицензия которых не действует на 24 февраля 2016 года, отмечены цветом.

## Список высших образовательных учреждений
| Название                                                                  | Категория         | Год основания | Месторасположение | Число студентов |
| ------------------------------------------------------------------------- | ----------------- | ------------- | ----------------- | --------------- |
| Академия технологии и управления                                          | негосударственный | 2014          | Новочебоксарск    |                 |
| Чувашский государственный аграрный университет                            | государственный   | 1931          | Чебоксары         | 3324            |
| Чувашский государственный институт культуры и искусств                    | государственный   | 2000          | Чебоксары         | 500             |
| Чувашский государственный педагогический университет имени И. Я. Яковлева | государственный   | 1930          | Чебоксары         | 6111            |
| Чувашский государственный университет имени И. Н. Ульянова                | государственный   | 1967          | Чебоксары         | 14505           |

## Список филиалов высших образовательных учреждений
| Название | Категория         | Год основания | Месторасположение | Месторасположение головной организации | Число студентов |
| --- | ----------------- | ------------- | ----------------- | -------------------------------------- | --------------- |
| Алатырский филиал Чувашского государственного университета имени И. Н. Ульянова                                          | государственный   | 1994          | Алатырь           | Чебоксары                              | 353             |
| Батыревский филиал Чувашского государственного университета имени И. Н. Ульянова                                         | государственный   | 1994          | Батырево          | Чебоксары                              |                 |
| Волжский филиал Московского автомобильно-дорожного государственного технического университета                            | государственный   | 2000          | Чебоксары         | Москва                                 | 2367            |
| Канашский филиал Института социальных и гуманитарных знаний                                                              | негосударственный | 1999          | Канаш             | Казань                                 |                 |
| Канашский филиал Чувашского государственного университета имени И. Н. Ульянова                                           | государственный   | 1994          | Канаш             | Чебоксары                              |                 |
| Мариинско-Посадский филиал Поволжский государственный технологический университет                                        | государственный   | 1895          | Мариинский Посад  | Йошкар-Ола                             |                 |
| Новочебоксарский филиал Института экономики, управления и права                                                          | негосударственный | 2007          | Новочебоксарск    | Казань                                 |                 |
| Филиал в Новочебоксарске Российский государственный университет физической культуры, спорта, молодежи и туризма          | государственный   | 2003          | Новочебоксарск    | Москва                                 |                 |
| Филиал в Чебоксарах Санкт-Петербургского государственного экономического университета                                    | государственный   | 1996          | Чебоксары         | Санкт-Петербург                        | 844             |
| Филиал в Чебоксарах Российского государственного социального университета                                                | государственный   | 1992          | Чебоксары         | Москва                                 |                 |
| Филиал в Чувашской Республике Московского института государственного управления и права                                  | негосударственный | 1997          | Чебоксары         | Москва                                 | 329             |
| Чебоксарский институт экономики и менеджмента (филиал Санкт-Петербургского политехнического университета Петра Великого) | государственный   |               | Чебоксары         | Санкт-Петербург                        |                 |
| Чебоксарский кооперативный институт (филиал и Российского университета кооперации)                                       | негосударственный | 1962          | Чебоксары         | Мытищи                                 |                 |
| Чебоксарский политехнический институт (филиал Московского государственного машиностроительного университета)             | государственный   | 1955          | Чебоксары         | Москва                                 | 3155            |
| Чебоксарский филиал Российской академии народного хозяйства и государственной службы                                     | государственный   | 1999          | Чебоксары         | Москва                                 | 1089            |
| Чувашский филиал Московского гуманитарно-экономического института                                                        | негосударственный | 1997          | Чебоксары         | Москва                                 |                 |